# アドリアン・ベルナベ
アドリアン・ベルナベ・ガルシア（Adrián Bernabé Garcia, 2001年5月26日 - ）は、スペイン・カタルーニャ州バルセロナ出身のサッカー選手。セリエA・パルマ所属。ポジションはミッドフィールダー。

## 経歴
FCバルセロナの下部組織でキャリアをスタートさせ、2018年の夏、マンチェスター・シティFCに移籍した。
2021年7月7日、パルマ・カルチョ1913に移籍した。

## 代表歴
スペイン代表として各年代でプレーしている。

## タイトル

### クラブ
パルマ
- セリエB: 2023-24

### 代表
U-23スペイン代表
- パリオリンピック金メダル: 2024